# 359 (numero)
Trecentocinquantanove è il numero naturale dopo il 358 e prima del 360.

## Proprietà matematiche
- È un numero dispari.
- È un numero difettivo.
- È un numero primo.
  - È un numero primo di Sophie Germain.
  - È un numero primo sicuro.
  - È un numero primo di Eisenstein.
- Viene prima del numero (primo) 367 e viene dopo il numero (primo) 353.
- È un numero omirp.
- È parte della terna pitagorica (359, 64440, 64441).
- È un numero congruente.

## Astronomia
- 359P/LONEOS è una cometa periodica del sistema solare.
- 359 Georgia è un asteroide della fascia principale del sistema solare.

## Astronautica
- Cosmos 359 è un satellite artificiale russo.